# Шторме, Роланд
Роланд Шторме (нидерл. Roland Storme; 25 января 1934, Ардойе, Западная Фландрия — ноябрь 2022, Ихтегем, Фламандский регион) — бельгийский футболист, наиболее известный по выступлениям на позиции атакующего полузащитника за «Гент» и сборную Бельгии. Футболист года в Бельгии (1958).

## Биография
Родился в Руселаре. На профессиональном уровне начал выступать за местный «Руселаре». В 17 лет, подписал контракт с клубом «Гент». Помимо выступлений в чемпионате Бельгии, работал у родителей на угольной фабрике. После товарищеского матча против сборной Франции, был замечен скаутами мадридского «Атлетико», но «Гент» заблокировал переход. В 1960 году, из-за интереса тренера Норберта Хеффлинга, Шторме присоединился к клубу «Брюгге». После четырёх сезонов в составе «чёрно-синих», на один сезон вернулся в «Гент», а затем выступал за клубы из низших лиг.
Выступал за сборные Бельгии до 19, 21 года. За основную сборную дебютировал в товарищеском матче против команды Швейцарии (0:2).

## Достижения

### Личные
- Футболист года в Бельгии: 1958